# Manolete
Manuel Laureano Rodríguez Sánchez, más conocido como Manolete (Córdoba, 4 de julio de 1917-Linares, 29 de agosto de 1947) fue un torero español, considerado uno de los grandes toreros de la historia de la tauromaquia de España en la década de 1940. Murió en el Hospital de San José y San Raimundo de Linares, tras la profunda cornada mortal que le asestó el Miura Islero en la plaza de toros de Linares. Se convirtió en un mito de la España de la posguerra.
Cuarto Califa del Toreo, es considerado como uno de los más grandes maestros de todos los tiempos y uno de los iconos del toreo. Su estilo, elegante y vertical, evolucionó el arte de la muleta, toreando de frente y citando de perfil. Llevó a la máxima expresión la revolución de José Gómez «Joselito» y la estética de Juan Belmonte, que habían transformado el toreo unas décadas antes. Su influencia ha sido enorme, ya que su estilo se hizo notar en todos los toreros posteriores.

## Biografía

### Primeros años
Manolete era el hijo de un torero (también apodado Manolete). y de Angustias Sánchez, más conocida como «doña Angustias», que estuvo casada previamente con Lagartijo Chico. Su tío abuelo, José Rodríguez, Pepete y su tío, Bebé chico, también fueron toreros.

### Alternativa en la Real Maestranza de Sevilla
Toreó por vez primera en Cabra, Córdoba, el domingo de Resurrección (16 de abril) de 1933. Allí alternó como novillero con Bebé Chico y la torera Juanita Cruz. En junio de 1932 tuvo un breve paso por la escuela taurina de Montilla (Córdoba), donde mató su primera becerra.
Acabada la Guerra Civil, tomó la alternativa el 2 de julio de 1939, con 21 años, en la Maestranza de Sevilla. Confirmó la alternativa en Las Ventas de Madrid el 12 de octubre de 1939.
A finales de noviembre de 1939 se hace pública una oferta del empresario Domingo González Dominguín que le ofrece 504.000 ptas. por 42 corridas.
En 1943 se colocó a la cabeza del escalafón. Cuajó su mejor faena al toro Ratón en 1944, durante la corrida de la Prensa en Las Ventas. Su última actuación en Madrid tuvo lugar el 16 de julio de 1947 en la tradicional Corrida de la Beneficencia, presidida por Francisco Franco. En su primer toro dio una vuelta al ruedo y en el segundo fue cogido. A pesar de ello, continuó hasta dar muerte al toro, cortó dos orejas y entró en la enfermería.
Compartió cartel en Las Ventas con Gitanillo de Triana II en la tarde en la que triunfó Pepín Martín Vázquez, a quien todas las miradas empezaron a ver como el futuro mandón de la fiesta.
En la Feria de Linares del año anterior a su última corrida, se dio la anécdota de que tuvo que visitar el Hospital Municipal de dicha localidad, en el que un año después un toro de Eduardo Miura pondría fin a su vida. Al llegar a la población y cuando se dirigía al Hotel Cervantes conduciendo su coche Buick azul matrícula M-75.545, en la calle Tetuán n°5 atropelló a una niña, para trasladarla personalmente en brazos a dicho hospital para curarla de las fracturas y lesiones producidas, siendo atendida por el doctor Fernando Garrido que tenía su domicilio próximo al lugar del accidente. Posteriormente el torero tendría la oportunidad de brindarle la faena de un toro a la niña tras su recuperación.

### Fallecimiento

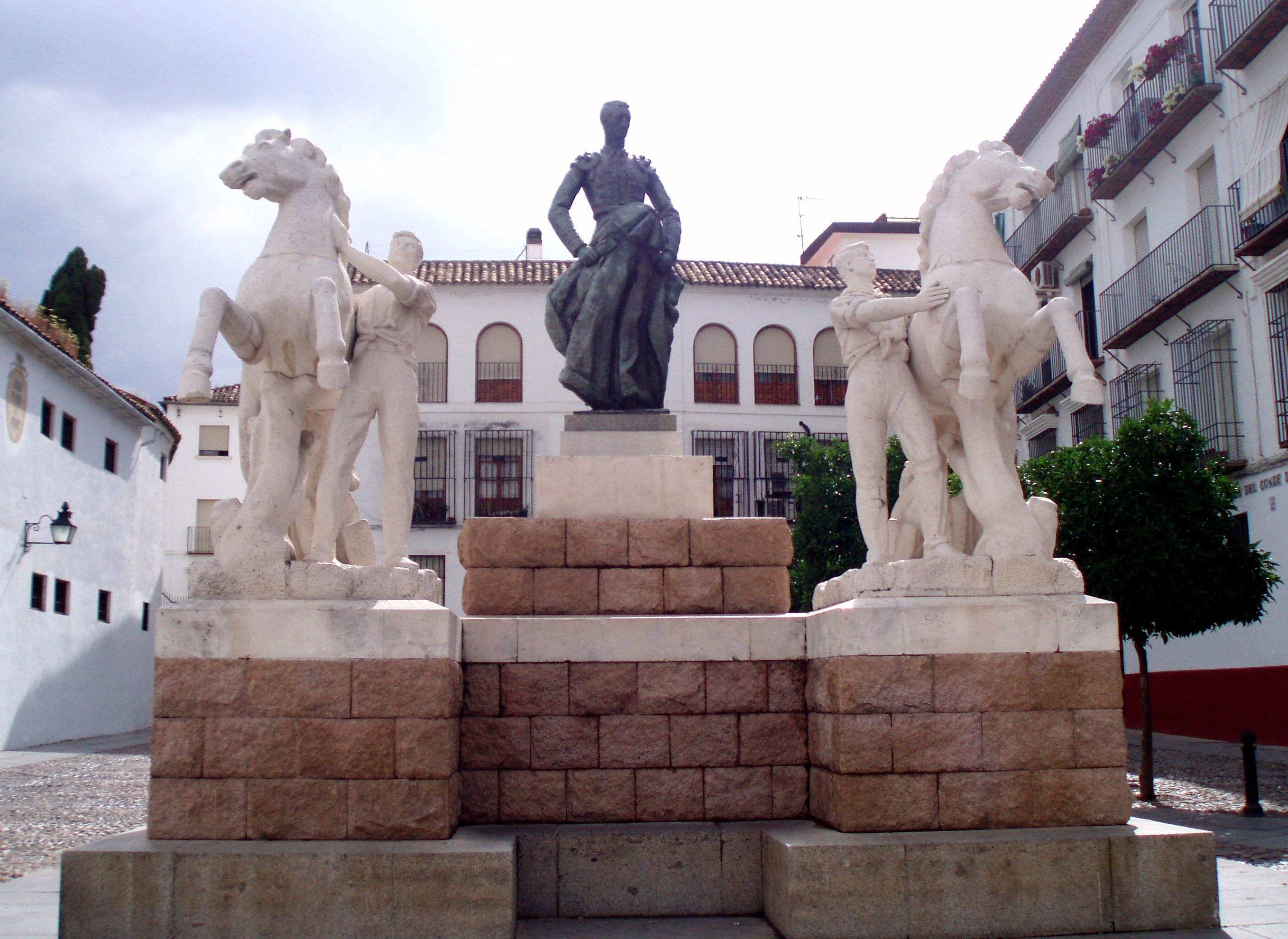
Monumento a Manolete en Córdoba.

El 28 de agosto de 1947 se presentó en la plaza de toros de Linares, junto a Luis Miguel Dominguín y Rafael Vega de los Reyes "Gitanillo de Triana II". Aquella tarde, recibió una mortal cornada de Islero, un miura de 495 kg, el quinto de la tarde, que le atravesó el muslo derecho con uno de sus pitones, destrozando el triángulo de Scarpa.
La herida le produjo una hemorragia incesante y fue trasladado en camilla hasta el Hospital de San José y San Raimundo de Linares donde falleció a las 05:07 horas[cita requerida] del día siguiente. Las únicas e impactantes fotografías que existen de la tragedia fueron tomadas por el reportero gráfico Paco Cano «Canito». Ese mismo año, el matador tenía pensado dejar el mundo del toreo.[cita requerida]
Fue enterrado el 29 de agosto en el panteón de la familia Sánchez de Puerta, íntimos amigos del torero, donde permaneció algo más de cuatro años, hasta el 15 de octubre de 1951, cuando, tras finalizar el mausoleo de Manolete, realizado por el escultor Amadeo Ruiz Olmos, se procedió a trasladar sus restos a su emplazamiento definitivo en el cementerio de Nuestra Señora de la Salud de la capital cordobesa.

## Leyendas urbanas

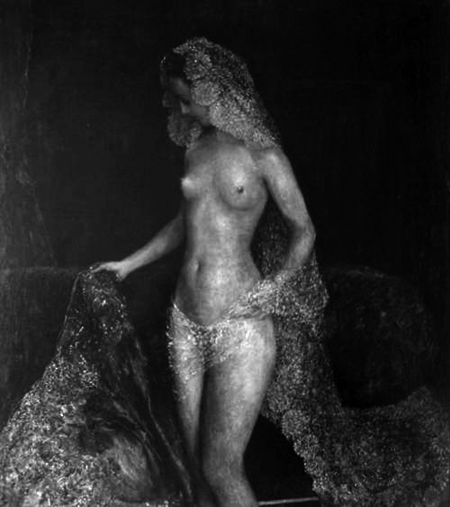
La Maja del Capote, 1947. Desnudo al óleo de Pedro Gross de la novia de Manolete la actriz Lupe Sino.

- Fue uno de los toreros que actuaron en el primer cartel de inauguración en la plaza de toros Monumental de México, el 5 de febrero de 1946, junto con Luis Procuna "El Berrendito de San Juan" y Luis Castro "El Soldado", aunque no es cierto que se negara a torear hasta que retirasen la bandera de la Segunda República, pues en la plaza de México no ondea nunca ninguna bandera. El origen de este bulo pudo venir de una ocasión, en que estando en el extranjero, iba a ir a una comida y le comentaron que acudirían exiliados con una bandera republicana, por lo que avisó que en tal caso no iría porque en una reunión de amigos no debería entrar la política.[16]
- En los últimos tiempos ha cobrado fuerza la teoría de que la muerte de Manolete no fue consecuencia directa de la cogida del toro Islero, sino de una coagulación intravascular diseminada (CID) o síndrome de desfibrinación, como consecuencia de una transfusión de sangre incompatible o, más probablemente, de plasma en mal estado que se le practicó en el hospital de Linares por orden del doctor Giménez Guinea,[17] tras haber sido correctamente intervenido por el doctor Fernando Garrido en la enfermería de la plaza y haberse recuperado de la hemorragia que le causó la herida.[18][19]
- Las más recientes investigaciones acerca de su muerte plantean la posibilidad de que Álvaro Domecq Díez, amigo y albacea del matador, y la madre de Manolete impidieron que Lupe Sino, su pareja, entrara a la enfermería y se consumara, allí, la última voluntad del diestro: casarse con ella,[20][21] lo que la habría convertido en heredera de la fortuna del torero.

## Monumentos
La ciudad de Córdoba mantiene dos conjuntos escultóricos en su memoria: un busto en la plaza de la Lagunilla, y un conjunto escultórico en la plaza del Conde de Priego, mirando a Santa Marina, iglesia donde se han casado toreros como Finito de Córdoba. En Linares, ciudad en la que falleció, hay en su honor un busto presidiendo la plaza de Santa Margarita, la cual da nombre al coso y se encuentra rodeada por el paseo de los toreros.

## Películas
| Año  | Película           | Director     | Actor        |
| ---- | ------------------ | ------------ | ------------ |
| 2007 | Manolete           | Menno Meyjes | Adrien Brody |
| 1948 | Brindis a Manolete | Florián Rey  | Pedro Ortega |

### Manolete en la cultura
- En la película "Ni sangre ni arena" (1941) el actor mexicano Cantinflas interpreta a un torero llamado Manuel Márquez alias "Manolete".
- Brindis a Manolete, interpretada por Pedro Ortega —su parecido físico es contundente— y Paquita Rico en 1948. Filmada en los estudios Hércules de Madrid se intercala la cinta con escenas de actuaciones reales del diestro que se grabaron en vida.[22]
- En la serie El Chavo del 8 en el episodio de los Toreros hace referencia a Manolete como el mejor torero del mundo.
- En la serie The Blacklist en el episodio 13 de la temporada 10, Raymond Reddington caracterizado por James Spader consigue las astas de Islero y le cuenta a la agente Malik la historia del famoso Manolete.
- En 1997 la Fábrica Nacional de Moneda y Timbre emitió un sello para Correos con motivo del cincuentenario de la muerte del torero.[23]

### Manolete en la música
- 1939: Pedro Orozco y José Ramos Celares le compusieron y dedicaron el Pasodoble Taurino Manolete.[24]
- 1950: Juan Legido y La Banda Taurina de Miguel Ángel Sarralde: Pasodoble Manolete (¡Ay Manuel Rodríguez!) (Quintero, León y Quiroga, 1947), Orfeón.
- 1963: Herb Alpert & The Tijuana Brass: The great Manolete (La Virgen de la Macarena), A&M Records.
- 1985: Los Toreros Muertos: Disco: 30 años de éxitos; Título: "Los toreros muertos".
- 1996: No me pises que llevo chanclas: Disco: Los grandísimos éxitos de los chanclas; Título: "Tiritritri".
- 1999: Joaquín Sabina: Disco: 19 Días y 500 Noches; Título: "De purísima y oro".
- 1999: Escrig & Peris: Por Manoletinas, pasodoble compuesto por Escrig & Peris conmemorando el 50 aniversario de la muerte de Manolete.
- 2018: Inma Vílchez: Disco: "Cambio de tercio"; Título: "Más taurina que el albero".